# 東城佑香
東城 佑香（とうじょう ゆか、1986年10月16日 - ）は、フリーアナウンサー、ラジオパーソナリティである。

## 来歴・人物
来歴
- フジテレビアナウンストレーニング2006、テレビ朝日アスク出身。
- 共立女子中学高等学校を経て、2009年に日本女子大学家政学部を卒業後、静岡エフエム放送 (K-MIX) に入社。
- 2011年3月で静岡エフエム放送を退社。
- 2011年4月にエフエム富士 (FM FUJI) 入社。
- 2024年3月でエフエム富士退社（退社後もフリーとして出演継続）。

人物
- 埼玉県蕨市出身。血液型はO型。
- 趣味は料理・パン・お菓子作り、カフェ巡り、朗読、雑誌の熟読、映画・ミュージカル鑑賞。
- 特技は食べ物について語ること（フードアナリスト）、計算
- 好きな音楽は「アップテンポで思わず走り出したくなるような軽快で元気の出る曲、片思いの切ない乙女心を歌った曲、キラキラした雰囲気の曲」。
- 2011年のK-MIXニューイヤースペシャルで、深夜一時から四時間の生放送中にメイド服とセーラームーンのコスプレを披露したことがある。またかつて実施されていた「K-MIX着ボイス」で「萌えキャラ」的なナレーションがダウンロードすることが出来た。
- 『僕のヒーローアカデミア』や『鬼滅の刃』、『ONE PIECE』に対して並々ならぬ熱量を持つ。FM FUJIで1か月限定で放送された『ただいま、推しごと中!』では特にサンジに対して語りすぎた結果リスナーからのメールが読めない展開を作り出してしまい、「コーナーを作っておかないと絶対メール読めない」と言われたほどである。

## 担当番組

### 現在
エフエム富士
- ACTUS (2021年4月1日 ‐)
- ただいま、推しごと中!

K-MIX
- PERKY SOUND FLASH（2025年4月 - ）

### 過去
K-MIX
- K-MIX Brand-new Junction 金曜（2009年4月 - 2010年3月）
- K-MIX NEW TUNE SHUFFLE 〜50MINUTES THE HIT MUSIC!〜 日曜（2009年4月 - 2011年3月）
- MIND SCAPE[1][2]（2010年4月 - 2011年3月）

FM FUJI
- STRAWBERRY MOON
- SATURDAY☆NAVIGATION（2011年4月9日 - 2017年3月25日）
- GIRLS♥GIRLS♥GIRLS =flying high= （2016年8月 - 9月、水曜担当　案内役）
- 元気企業!やまなし
- KICK LOUD JAM（2017年4月7日 - 2018年3月30日、金曜）
- Yes! Morning（2014年4月1日 - 2021年3月30日、月・火曜担当）
- しずおか日和 (2021年4月4日 -)
- Radio Aquarium
- ラジオＣＭ：有限会社文殊堂(2023年10月-)